# Estación Central de Amersfoort
Central de Amersfoort es la principal estación de tren de Amersfoort en la provincia de Utrecht, Países Bajos. La estación fue un vínculo importante entre la parte occidental de los Países Bajos y el norte y el este del país hasta diciembre de 2012, cuando se inauguró Hanzelijn.

## Historia
El edificio de la estación original se inauguró el 20 de agosto de 1863 y se cerró en 1904. Se llamó Amersfoort NCS y está ubicado junto a las vías del tren a 200 metros al este del final de los andenes de la estación actual. Esta primera estación se inauguró como parte de la Línea Utrecht-Kampen ("Centraalspoorweg"), que va desde Utrecht vía Amersfoort hasta Zwolle y Kampen.
En 1874, se inauguró el Gooilijn, que iba desde Ámsterdam pasando por Hilversum hasta Amersfoort. Dos años más tarde, la línea se amplió para formar Oosterspoorweg ("línea del este") desde Amersfoort hasta Apeldoorn y Zutphen. En 1886, se abrió una línea ferroviaria desde Amersfoort hasta Kesteren, que ofrecía un servicio directo entre Ámsterdam y Nimega. Sin embargo, la estación de 1863 estaba demasiado al este para la línea, por lo que se construyó otra estación en la línea Kesteren, llamada Amersfoort Stad. Partes de la línea Kesteren todavía existen hoy. Para permitir las conexiones entre las dos estaciones, se construyó una tercera estación, llamada Amersfoort Aansluiting (“Conexión de Amersfoort”). Debido a que esto suponía que había tres estaciones muy cercanas entre sí, se decidió consolidarlas y se construyó e inauguró la estación actual en 1901. Fue renovada en 1997, momento en el que se construyó una tercera isla-andén, así como una salida. en el lado norte de la estación.
Desde 1970, Amersfoort ha sido importante para los pasajeros interurbanos, ya que era la única estación donde se encontraban todos los trenes interurbanos de Ámsterdam, The Hague y Rotterdam hasta Leeuwarden, Groningen y Enschede. Los pasajeros sólo necesitan cruzar al otro lado de una plataforma de la isla para cambiar a trenes a otros destinos. Desde diciembre de 2012 y la apertura de Hanzelijn, los trenes desde The Hague y Ámsterdam viajan ahora vía Lelystad a Zwolle, evitando Amersfoort.
En 1987, se abrió una segunda estación en Amersfoort, llamada Amersfoort Schothorst, y en 2006 se abrió una tercera, Amersfoort Vathorst. Ambas estaciones están en la línea Amersfoort-Zwolle.
El Centraalspoorweg entre Amersfoort y Zwolle también se conoce como Veluwelijn.
El 18 de octubre de 2013, después de dos años de construcción, se abrió un nuevo paso subterráneo para permitir que los trenes de Hilversum accedan al andén 1 sin cruzar las otras líneas. El coste fue de 44,5 millones de euros.